# Partamona ailyae
Partamona ailyae är en biart som beskrevs av Camargo 1980. Partamona ailyae ingår i släktet Partamona och familjen långtungebin. Inga underarter finns listade i Catalogue of Life.